# Jardin Botanique de la Perrine
Jardin Botanique de la Perrine je botanični vrt, ki se nahaja ob reki Mayenne na Allee Adrien-Bruneau, v Lavalu, Mayenne, Pays de la Loire, Francija. Odprt je vsak dan brezplačno.
Vrt je ustanovil Jules Denier leta 1920 na zemljišču, kupljenem leta 1885, ki ga je mesto dobilo od prejšnjega lastnika, ki ga je izgubil pri igri na srečo.
Sestavljen je iz: 
- francoskega vrta,
- angleškega vrta z rozarijem s približno sto sortami vrtnic,
- račji ribnik,
- kletko z eksotičnimi pticami in drugo z golobi in
- oranžerijo, zdaj predelano v razstavno dvorano.

Med rastlinami je 20 vrst kamelij, Cedrus Atlantica in Cedrus libani, Ginkgo biloba, Quercus ilex, Sequoiadendron in aleja Tilia platyphyllos stara med 120-130 let.
Vrt vsebuje tudi spomenik Le Douanier Henri Rousseau (1844-1910), slikarju, rojenem v Lavalu, z vtisnjeno pesmijo  Guillauma Apollinaira, napisano s kredo na kamnu.
- Botanični vrt nad reko Mayenne v Lavalu, Francija